# Usove, Ovruci
Usove (în ucraineană Усове) este localitatea de reședință a comunei Usove din raionul Ovruci, regiunea Jîtomîr, Ucraina.

## Demografie
Componența lingvistică a localității Usove
     Ucraineană (99,36%)
     Alte limbi (0,64%)
Conform recensământului din 2001, majoritatea populației localității Usove era vorbitoare de ucraineană (99,36%), existând în minoritate și vorbitori de alte limbi.